# Belenos (groupe)
Pour les articles homonymes, voir Belenos (homonymie).
Belenos est un groupe de celtic black metal français, originaire de Tréguier, en Bretagne, dont l'unique membre est Loïc Cellier.

## Biographie
Belenos, dont le nom provient d'un dieu gaulois dans la mythologie celtique, est formé en décembre 1995 par Loïc Cellier. Le style du groupe a la particularité de sortir un peu des sentiers déjà tracés du black metal, se caractérisant tout d'abord par le chant en français, la présence de chœurs masculins et l'utilisation de guitares folk, autant d'éléments qui lui donnent cette sonorité qui lui est propre.
La première démo, Notre amour éternel, enregistrée en avril 1996, est très bien accueillie, s'écoulant à plus de 260 exemplaires[réf. nécessaire]. Elle sera rééditée deux ans plus tard, en mars 1998, par le label Polyphemus Records à 500 exemplaires[réf. nécessaire]. Un second enregistrement, Triste pensée, voit le jour en août 1997, suivi de Allégorie d'une souffrance en mars 1998. À la fin de cette même année, Denis Sokowicz, Raphaël Fontaine et Yann Desaulty viennent compléter le line-up, et le groupe fait sa première apparition sur scène en octobre 1999 aux côtés de Marduk et Enthroned. Arrive ensuite David Foulon, en remplacement de Yann Desaulty à la basse. 
Le groupe signe par la suite avec le label français Sacral Productions, et entre en studio pour enregistrer Errances Oniriques, qui verra le jour en février 2001, et sera très bien accueilli par la presse française et étrangère[réf. nécessaire]. Guillaume Dallery rejoint la formation en juin 2001 en prenant la place laissée libre par Raphaël Fontaine à la guitare, et Marc Devillers remplace Denis Sokowicz à la batterie. Après quelques concerts, le groupe enregistre l'album Spicilège qui est publié en juillet 2002,. Il contient une certaine évolution dans les compositions, celles-ci ayant une sonorité légèrement différente de celle des précédents enregistrements, en restant toutefois dans le même esprit. Gilles Delecroix remplace à cette même période Marc Devillers derrière les fûts, et Belenos entame une série de quelques dates.
Fin 2004, le groupe redevient un one-man-band comme à son origine, Loïc Cellier en étant l'unique membre.
Cela marquera un léger changement sur le plan musical, qui se ressent comme une sorte de « retour aux sources ». On retrouve totalement le style originel du groupe, les nouvelles compositions marquant une réelle continuité avec ses premières œuvres, tout en évoluant avec des mélodies sans cesse plus travaillées et brutales. Le double CD L'ancien temps sort cette même année, il est composé des deux premiers enregistrements du groupe.
À la suite de problèmes de label qui ont considérablement retardé sa sortie, l'album Chants de bataille paraît finalement en 2006, chez Adipocere Records. Cet album se présente sous une forme assez inhabituelle, puisqu'il est composé de sept interludes aux ambiances plus que jamais celtiques, et de sept morceaux plus « traditionnels ». Le groupe intègre ensuite le label allemand Northern Silence Productions, et signe un nouvel album intitulé Chemins de souffrance, sorti en décembre 2007. Cette nouvelle œuvre comporte les quatre titres de la démo Allégorie d'une souffrance réenregistrés, ainsi que quatre nouvelles compositions. En 2009 sort Errances Oniriques dans une version entièrement réenregistrée et retravaillée. De plus, un nouveau line up de concert est monté, avec des concerts prévus pour 2010.
En 2010 sort Yen Sonn Gardis dont l'ensemble des paroles est en breton, suivi de quelques concerts,. En 2012 Spicilège, dont l'édition originale est épuisée, ressort en version remastérisée avec des pistes bonus (live et inédits). Cette nouvelle édition est limitée à 1 000 exemplaires.

## Membres

### Membre actuel
- Loïc Cellier - tous instruments (studio), voix et guitare (live) (depuis 1995)

### Anciens membres
- Nathalie Leblanc - guitare (1995-1997)
- Raphaël Fontaine - guitare (1998-2000)
- Yann Desaulty - basse (1998-2000)
- Denis Sokowicz - batterie (1998-2001)
- David Foulon - basse (2000-2006)
- Guillaume Dallery - guitare (2000-2006)
- Marc Devillers - batterie (2001-2002)
- Gilles Delecroix - batterie (2002-2006)

### Membres de tournée
- Yohann Mahé - basse, voix
- Marc Le Gall - batterie
- Sven Vinat - guitare, voix

## Discographie

### Albums studio
- 1996 : Notre amour éternel
- 2001 : Errances oniriques
- 2002 : Spicilège
- 2004 : L'ancien temps (double-CD/double-LP)
- 2006 : Chants de bataille
- 2007 : Chemins de souffrance (CD/LP)
- 2009 : Errances Oniriques (réenregistrement)
- 2010 : Yen Sonn Gardis
- 2012 : Spicilège (remaster)
- 2016 : Kornog
- 2017 : Chants de bataille (remaster)
- 2019 : Argoat

### Démos
- 1996 : Notre amour éternel
- 1997 : Triste pensée
- 1998 : Allégorie d'une souffrance